# Puchar Ameryki Południowej w snowboardzie 2019
Puchar Ameryki Południowej w snowboardzie w sezonie 2019 to kolejna edycja tej imprezy. Cykl ten rozpoczął się 3 sierpnia 2019 roku w chilijskiej La Parvie w zawodach slopestyle'u. Zmagania zakończyły się 29 września tego samego roku w argentyńskim Cerro Castor zawodami snowcross'u.
Łącznie rozegranych zostało 13 zawodów dla mężczyzn i dla kobiet.

## Konkurencje
- SX = snowcross
- SS = slopestyle
- BA = big air
- GS = slalom gigant

## Kalendarz i wyniki Pucharu Ameryki Południowej

### Mężczyźni
| Lp  | Data             | Miejscowość    | Konkurencja | 1. Miejsce         | 2. Miejsce              | 3. Miejsce                       |
| --- | ---------------- | -------------- | ----------- | ------------------ | ----------------------- | -------------------------------- |
| 1.  | 3 sierpnia 2019  | La Parva       | SS          | Iñaqui Irarrázaval | Álvaro Yáñez            | Federico Chiaradio de la Iglesia |
| 2.  | 4 sierpnia 2019  | La Parva       | SS          | Iñaqui Irarrázaval | Matías Schmitt          | Kian Christopher Hauschildt      |
| —   | 10 sierpnia 2019 | La Parva       | SX          | Odwołano           | Odwołano                | Odwołano                         |
| —   | 11 sierpnia 2019 | La Parva       | SX          | Odwołano           | Odwołano                | Odwołano                         |
| 3.  | 4 września 2019  | Pucón          | SX          | Steven Williams    | Jose Alejandro Figueras | Bo Qu                            |
| 4.  | 5 września 2019  | Pucón          | GS          | Shao Yunyang       | Xu Ziyang               | Aisiti Zufuhaer                  |
| 5.  | 7 września 2019  | Cerro Catedral | BA          | Pedro Bidegain     | Matías Schmitt          | Iñaqui Irarrázaval               |
| 6.  | 8 września 2019  | Cerro Catedral | BA          | Matías Schmitt     | Álvaro Yáñez            | Iñaqui Irarrázaval               |
| 7.  | 10 września 2019 | Corralco       | SX          | Steven Williams    | Jose Alejandro Figueras | Joaquin Avello                   |
| 8.  | 11 września 2019 | Corralco       | SX          | Steven Williams    | Jose Alejandro Figueras | Joaquin Avello                   |
| —   | 14 września 2019 | Pucón          | SX          | Odwołano           | Odwołano                | Odwołano                         |
| —   | 15 września 2019 | Pucón          | SX          | Odwołano           | Odwołano                | Odwołano                         |
| 9.  | 16 września 2019 | Pucón          | SX          | Diego Ceron        | Joaquin Avello          | Pedro Pizarro                    |
| 10. | 17 września 2019 | Pucón          | SX          | Diego Ceron        | Joaquin Avello          | Pedro Pizarro                    |
| 11. | 24 września 2019 | Chapelco       | SS          | Álvaro Yáñez       | Matías Schmitt          | Lee Dong-heon                    |
| 12. | 28 września 2019 | Cerro Castor   | SX          | Steven Williams    | Jose Alejandro Figueras | Li Jiahong                       |
| 13. | 29 września 2019 | Cerro Castor   | SX          | Steven Williams    | Jose Alejandro Figueras | Joaquin Avello                   |

### Klasyfikacje
| Lp. | Zawodnik                | Punkty |
| --- | ----------------------- | ------ |
| 1.  | Steven Williams         | 2500   |
| 2.  | Jose Alejandro Figueras | 2000   |
| 3.  | Matías Schmitt          | 1950   |
| 4.  | Joaquin Avello          | 1910   |
| 5.  | Iñaqui Irarrázaval      | 1850   |
| 6.  | Álvaro Yáñez            | 1610   |
| 7.  | Diego Ceron             | 1450   |
| 8.  | Pedro Bidegain          | 1230   |
| 9.  | Joaquin Rodriguez       | 1095   |
| 10. | Facundo Pardo           | 890    |

| Lp. | Zawodnik                     | Punkty |
| --- | ---------------------------- | ------ |
| 1.  | Steven Williams              | 2500   |
| 2.  | Jose Alejandro Figueras      | 2000   |
| 3.  | Joaquin Avello               | 1910   |
| 4.  | Diego Ceron                  | 1000   |
| 5.  | Joaquin Rodriguez            | 895    |
| 6.  | Victor-Segundo Chavez Garcia | 695    |
| 7.  | Corey Pablo Zalewski         | 650    |
| 7.  | Tobias Luizon                | 650    |
| 9.  | Facundo Pardo                | 640    |
| 10. | Bo Qu                        | 625    |

| Lp. | Zawodnik                         | Punkty |
| --- | -------------------------------- | ------ |
| 1.  | Iñaqui Irarrázaval               | 1250   |
| 2.  | Matías Schmitt                   | 1050   |
| 3.  | Álvaro Yáñez                     | 960    |
| 4.  | Pedro Bidegain                   | 620    |
| 5.  | Federico Chiaradio de la Iglesia | 555    |
| 6.  | Manuel Fasola                    | 515    |
| 7.  | Kian Christopher Hauschildt      | 500    |
| 8.  | Valentin Moreno                  | 490    |
| 9.  | Kim Gyeong-uk                    | 460    |
| 10. | Diego Ceron                      | 450    |

| Lp. | Zawodnik                         | Punkty |
| --- | -------------------------------- | ------ |
| 1.  | Matías Schmitt                   | 900    |
| 2.  | Álvaro Yáñez                     | 650    |
| 3.  | Pedro Bidegain                   | 610    |
| 4.  | Iñaqui Irarrázaval               | 600    |
| 5.  | Augustinho Teixeira              | 450    |
| 6.  | Nahuel Springinsfeld             | 380    |
| 7.  | Esteban Luengo                   | 360    |
| 8.  | Valentin Moreno                  | 345    |
| 9.  | Federico Chiaradio de la Iglesia | 290    |
| 10. | Justo Moller                     | 235    |
| 10. | Benjamin Yáñez                   | 235    |

| Lp. | Zawodnik          | Punkty |
| --- | ----------------- | ------ |
| 1.  | Shao Yunyang      | 500    |
| 2.  | Xu Ziyang         | 400    |
| 3.  | Aisiti Zufuhaer   | 300    |
| 4.  | Facundo Pardo     | 250    |
| 5.  | Pedro Garaggiola  | 225    |
| 6.  | Joaquin Rodriguez | 200    |
| 7.  | Facundo Urbina    | 180    |
| 8.  | Tomas Alfonso     | 160    |

### Kobiety
| Lp  | Data             | Miejscowość    | Konkurencja | 1. Miejsce           | 2. Miejsce                 | 3. Miejsce                 |
| --- | ---------------- | -------------- | ----------- | -------------------- | -------------------------- | -------------------------- |
| 1.  | 3 sierpnia 2019  | La Parva       | SS          | Antonia Yáñez        | María Azul Chávez Martínez | Amanda Cardone             |
| 2.  | 4 sierpnia 2019  | La Parva       | SS          | Antonia Yáñez        | Amanda Cardone             | María Azul Chávez Martínez |
| —   | 10 sierpnia 2019 | La Parva       | SX          | Odwołano             | Odwołano                   | Odwołano                   |
| —   | 11 sierpnia 2019 | La Parva       | SX          | Odwołano             | Odwołano                   | Odwołano                   |
| 3.  | 4 września 2019  | Pucón          | SX          | Charlotte Bankes     | Xin Chai                   | Na Yang                    |
| 4.  | 5 września 2019  | Pucón          | GS          | Cui Ming             | Niu Jiaqi                  | Cao Ludan                  |
| 5.  | 7 września 2019  | Cerro Catedral | BA          | Antonia Yáñez        | Morena Poggi Silveira      | –                          |
| 6.  | 8 września 2019  | Cerro Catedral | BA          | Antonia Yáñez        | Morena Poggi Silveira      | –                          |
| 7.  | 10 września 2019 | Corralco       | SX          | Karen Fujita         | María Agustina Pardo       | Wenwen Pan                 |
| 8.  | 11 września 2019 | Corralco       | SX          | Karen Fujita         | María Agustina Pardo       | Wenwen Pan                 |
| —   | 14 września 2019 | Pucón          | SX          | Odwołano             | Odwołano                   | Odwołano                   |
| —   | 15 września 2019 | Pucón          | SX          | Odwołano             | Odwołano                   | Odwołano                   |
| 9.  | 16 września 2019 | Pucón          | SX          | Isabel Clark Ribeiro | Charli Jo Meek             | María Teresa Bañados       |
| 10. | 17 września 2019 | Pucón          | SX          | Isabel Clark Ribeiro | Charli Jo Meek             | María Teresa Bañados       |
| 11. | 24 września 2019 | Chapelco       | SS          | Terra Traub          | Morena Poggi Silveira      | María Azul Chávez Martínez |
| 12. | 28 września 2019 | Cerro Castor   | SX          | Feng He              | Li Kexin                   | Nima Yongqing              |
| 13. | 29 września 2019 | Cerro Castor   | SX          | María Agustina Pardo | Morena Arroyo Mora         | Nima Yongqing              |

### Klasyfikacje
| Lp. | Zawodniczka                | Punkty |
| --- | -------------------------- | ------ |
| 1.  | Antonia Yáñez              | 2000   |
| 2.  | María Agustina Pardo       | 1885   |
| 3.  | María Teresa Bañados       | 1325   |
| 4.  | María Azul Chávez Martínez | 1250   |
| 5.  | Morena Poggi Silveira      | 1200   |
| 6.  | Isabel Clark Ribeiro       | 1000   |
| 6.  | Karen Fujita               | 1000   |
| 6.  | Charli Jo Meek             | 1000   |
| 9.  | Xin Chai                   | 825    |
| 10. | Wenwen Pan                 | 760    |

| Lp. | Zawodniczka          | Punkty |
| --- | -------------------- | ------ |
| 1.  | María Agustina Pardo | 1660   |
| 2.  | Isabel Clark Ribeiro | 1000   |
| 2.  | Karen Fujita         | 1000   |
| 2.  | Charli Jo Meek       | 1000   |
| 5.  | Xin Chai             | 825    |
| 6.  | Wenwen Pan           | 760    |
| 7.  | Na Yang              | 705    |
| 8.  | Dongyang Lu          | 675    |
| 9.  | Feng He              | 645    |
| 10. | Morena Arroyo Mora   | 625    |

| Lp. | Zawodniczka                | Punkty |
| --- | -------------------------- | ------ |
| 1.  | Antonia Yáñez              | 1000   |
| 1.  | María Azul Chávez Martínez | 1000   |
| 3.  | María Teresa Bañados       | 725    |
| 4.  | Amanda Cardone             | 700    |
| 5.  | Terra Traub                | 500    |
| 6.  | Katharina Kasper           | 475    |
| 7.  | Morena Poggi Silveira      | 400    |
| 8.  | Camila Springinsfeld       | 225    |
| 9.  | Josefa Arellano            | 200    |
| 10. | Issa Fasola Demingue       | 180    |

| Lp. | Zawodniczka           | Punkty |
| --- | --------------------- | ------ |
| 1.  | Antonia Yáñez         | 1000   |
| 2.  | Morena Poggi Silveira | 800    |

| Lp. | Zawodniczka          | Punkty |
| --- | -------------------- | ------ |
| 1.  | Cui Ming             | 500    |
| 2.  | Niu Jiaqi            | 400    |
| 3.  | Cao Ludan            | 300    |
| 4.  | Lin Xinzhu           | 250    |
| 5.  | María Agustina Pardo | 225    |
| 6.  | María Florencia Gau  | 200    |